# 本島人

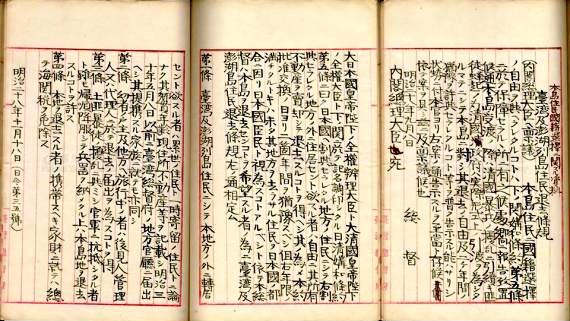
1895年11月18日臺灣總督樺山資紀所呈訂《臺灣及澎湖列島住民退去條規》中使用「本島住民」一詞

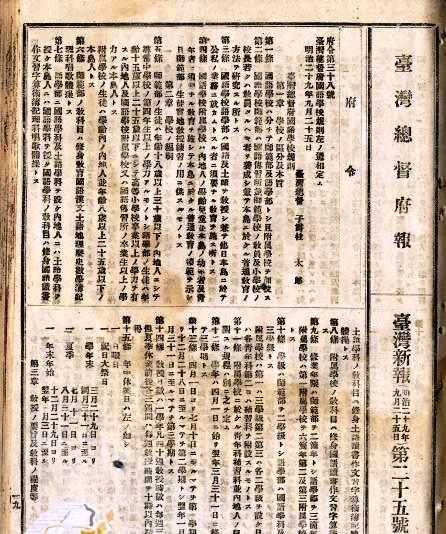
至遲於1896年9月臺灣總督桂太郎已在府報開使用「本島人」一詞稱呼臺灣人

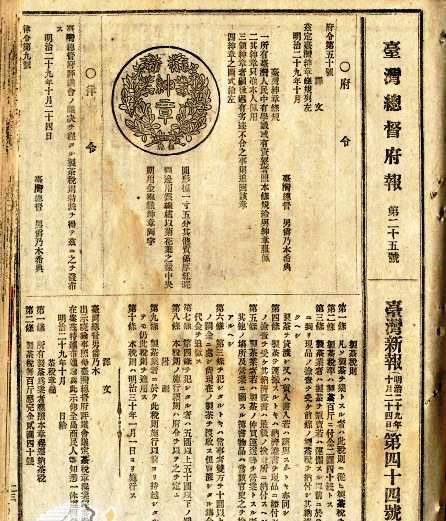
1896年10月總督乃木希典於府報稱「所有臺灣人民」

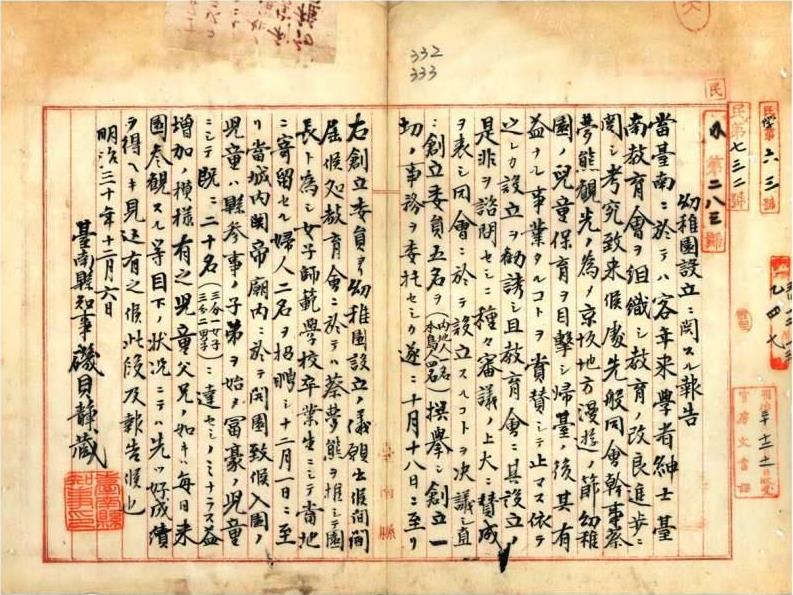
1897年臺南共立幼稚園（臺灣第一所幼稚園）設立報告註明創立委員五名（本島人四名、內地人一名）

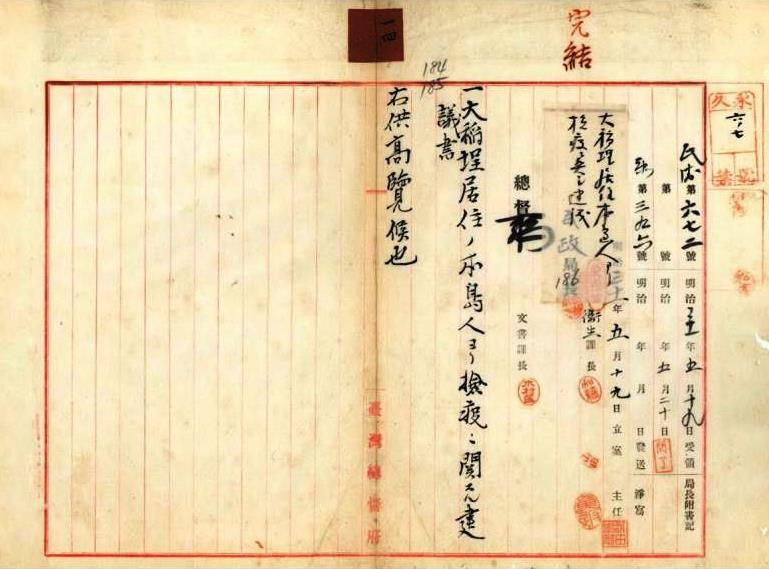
1898年臺灣總督府關於臺北大稻埕之本島人對檢疫相關建議書的公文封面

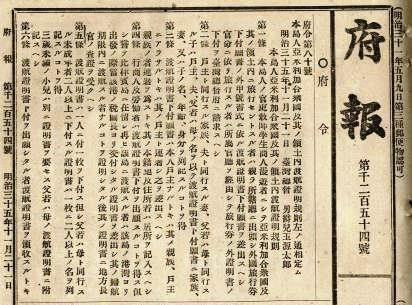
1902年總督兒玉源太郎持續使用「本島人」一詞

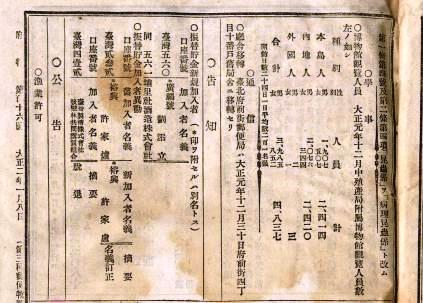
官方通用三分法：本島人、內地人、外國人（1912年12月參觀臺灣總督府博物館的人數）

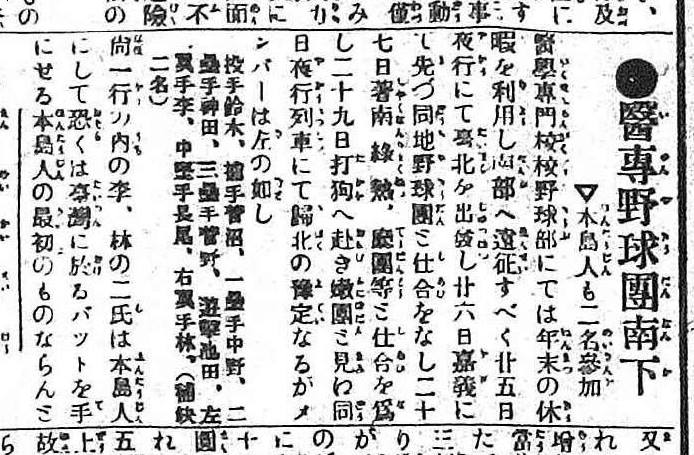
1919年臺灣日日新報「醫學專門學校野球團南下」一文報導有兩名本島人同赴高雄

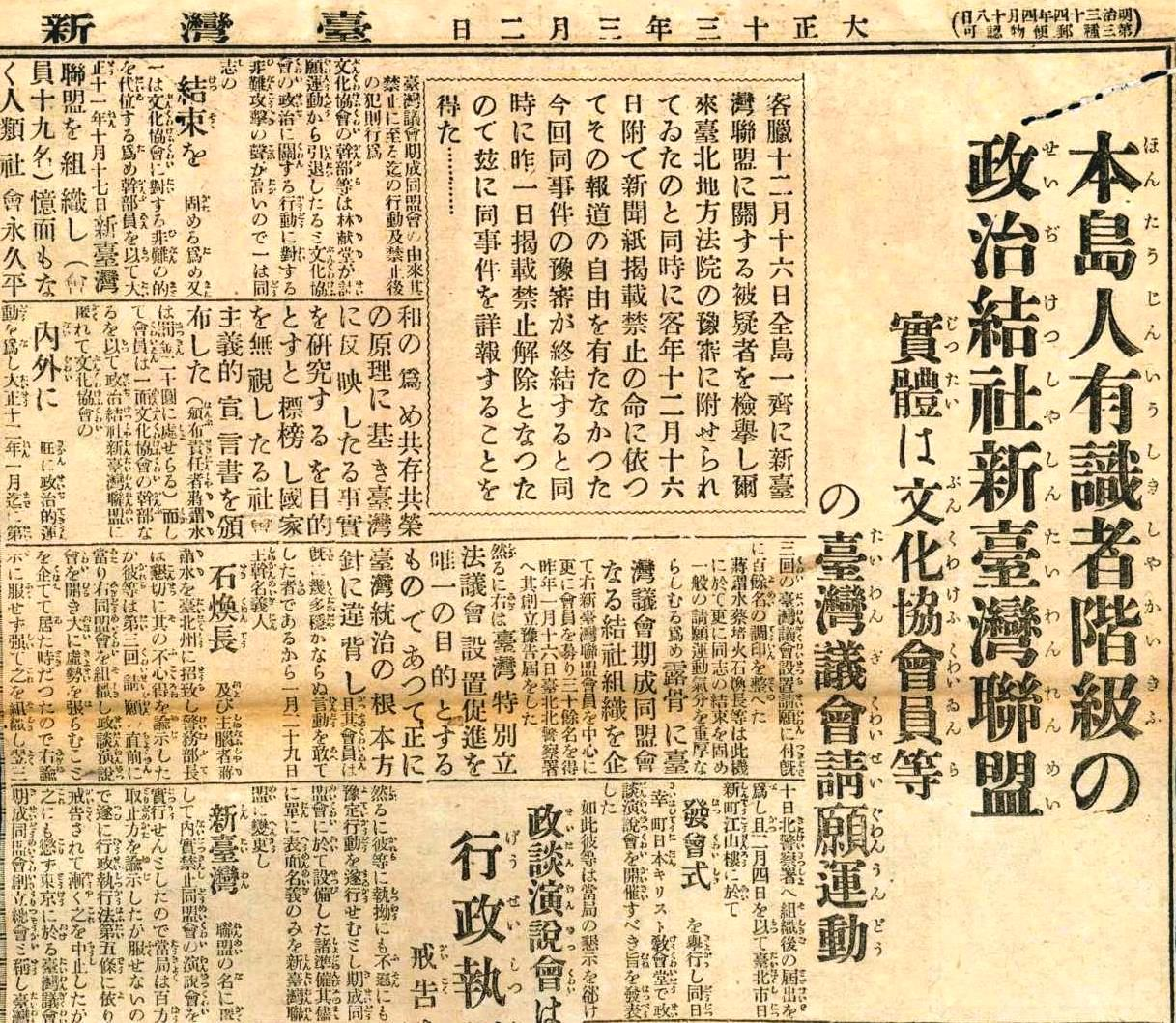
1924年本島人知識份子政治聯盟之臺灣議會設置請願運動

本島人，是臺灣總督府於臺灣日治時期用以統稱臺灣之閩南裔臺灣人（福建人）、客家人（廣東人）和平埔原住民族（熟蕃）的專有名詞，通常不包括山地原住民（生蕃或高砂族），大致上是在戶籍資料上以臺灣為本籍地者，或是臺灣裔日本人。然而臺灣人並不願意接受這個名稱，以「臺灣人」自稱，甚至影響日本官方文書和報紙的使用習慣。
在日治時期與本島人相對的稱呼是「內地人」，係指自日本本土（內地）移居臺灣的日本人。本島人一詞在戰後時期被逐漸轉化為「本省人」。

## 種族與本籍
在一些統計資料上，種族（如本島人）與本籍（如台灣籍）人口並不完全對應，舉例而言，在1935年的《台灣常住戶口統計》可見「台灣籍」人口中有一小部分屬於「內地人」，反之「內地籍」者也有一小部分是「本島人」。

## 用法舉隅
臺灣總督府從1895年（明治28年）起即於各種公文書（如飭令、律令、府令、1896年夏首次發行的《臺灣總督府報》等）開始以「本島住民」、「本島人」、或「臺灣人民」等詞稱呼原居臺灣的各族群，民間亦隨之普遍使用，尤以「本島人」一詞最為通行。譬如：
- 1898年7月16日發布律令第八號「有關民事商事及刑事之律令」提及「...（一）有關本島人及清國人之民事及商事相關事項；（二）關於本島人及清國人之刑事事項...」[3]
- 1899年，民政長官後藤新平所主導設立的臺灣總督府醫學校之〈醫學校規則〉第一條即開宗明義說明主旨：「臺灣總督府醫學校為授予本島人醫學教育，養成醫師之處。」[4]
- 1901年，府令第四十七號《台灣醫生執照規則》第二條：「具有左列資格而要申請醫生許可證之人，應檢附履歷書向地方長官提出申請。一、本島人且滿二十歲以上之人。二、此規則實施以前在本島從事醫生之業之人。」[5]
- 1903年，苗栗廳報載「北部鐵道延長至苗栗載運情況：乘客自苗栗上車， 一日平均約八十人。有六成為本島人。運送貨物一日約兩百個。 中港，後各站，有乘客上下，但無貨物起卸。」[6]
- 1905年，苗栗廳報載「六月末月利率調查。抵押：內地人○分，本島人二分。無抵押：內地人最高五分、最低四分，本島二分。」[7]
- 1907年，苗栗廳所作赤十字社社員調查，內地人：男216人、女12人；本島人：男741人、女4人；合計973人。[8]
- 1908年，黃玉階草擬「本島人宗教規則」，開宗教整合之先聲。[9]
- 1909年，苗栗廳人口統計，內地人：男1472人， 女682人。本島人：男78548人，女73037人。外國人：男134人，女25人。[10]
- 1909年，苗栗廳報載本島人普通教育機關學校教育狀態。本年（明治四十二年）：男2612人，女213人。明治四十一年：男2256人，女人138。明治四十年：男2126人，女108人。明治三十九年：男1855人，女98人。明治三十八年：男1637人，女76人。[11]
- 1910年，其後曾任臺灣總督府民政部法務部長、高等法院覆審法院檢察官長的手島兵次郎於出版的《台湾制度大要》一書，第八章「学事」分別介紹「第二　本島人の教育機関」與「第三　内地人の教育機関」。[12][13]
- 1924年，《臺灣日日新報》：宜蘭街佐藤德治氏所倡設之香蘭幼稚園，以收容本島人幼兒為目的，於下午1時舉行開園式，入園之本島人幼兒有38名。[14]
- 1933年，臺灣總督府發布律令〈有關本島人戶籍之要件〉。[15]

## 同義詞
- 1895年11月《臺灣及澎湖列島住民退去條規》使用「本島住民」一詞。
- 1896年府報稱「所有臺灣人民」。
- 1919年第一次《臺灣教育令》第一條開宗明義曰：「在臺灣之臺灣人之教育根據本令」。

## 遺緒
二次戰後初期，「本島人」（Islander or Formosan）此一稱呼逐漸被相應的本省人一詞所取代， 指涉1945年前即已住在臺灣者。與「本省人」相對應的是「外省人」（Mainlander），指的是1945年以後來自中國大陸者。
吳濁流於1968年刊出的小說《無花果》中即有一章名為〈外省人與本島人的摩擦〉。
「本島人」與「本省人」這兩種分別普及於日治時期與戰後臺灣社會的稱謂，經常與「臺灣人」一詞相互混用。

## 圖輯

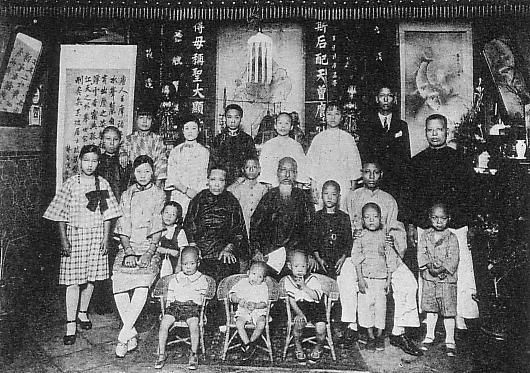
1930年代左右的本島人（陳一族）
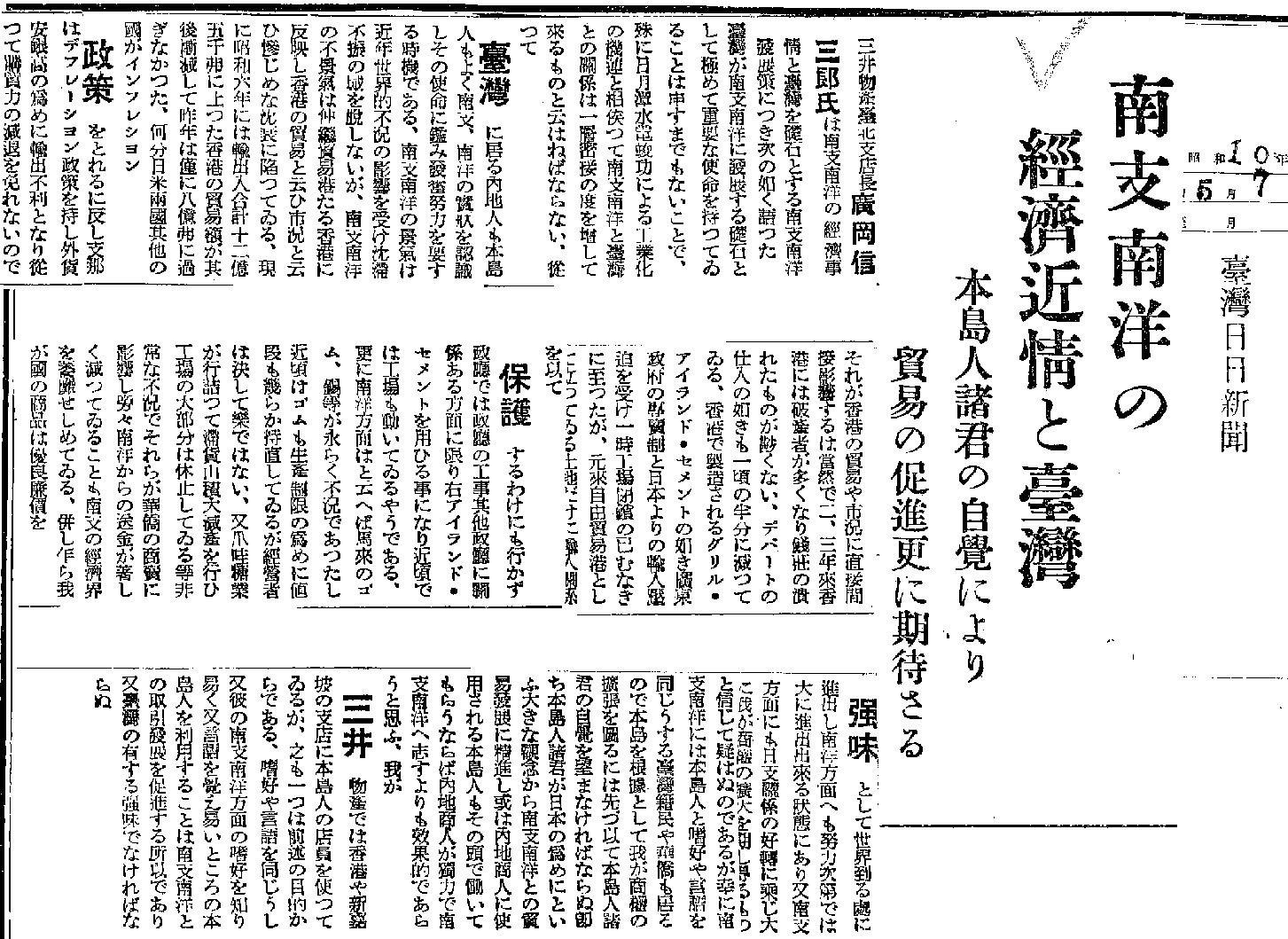
1935年臺灣日日新報記載臺灣本島人促進對南支那與南洋之貿易
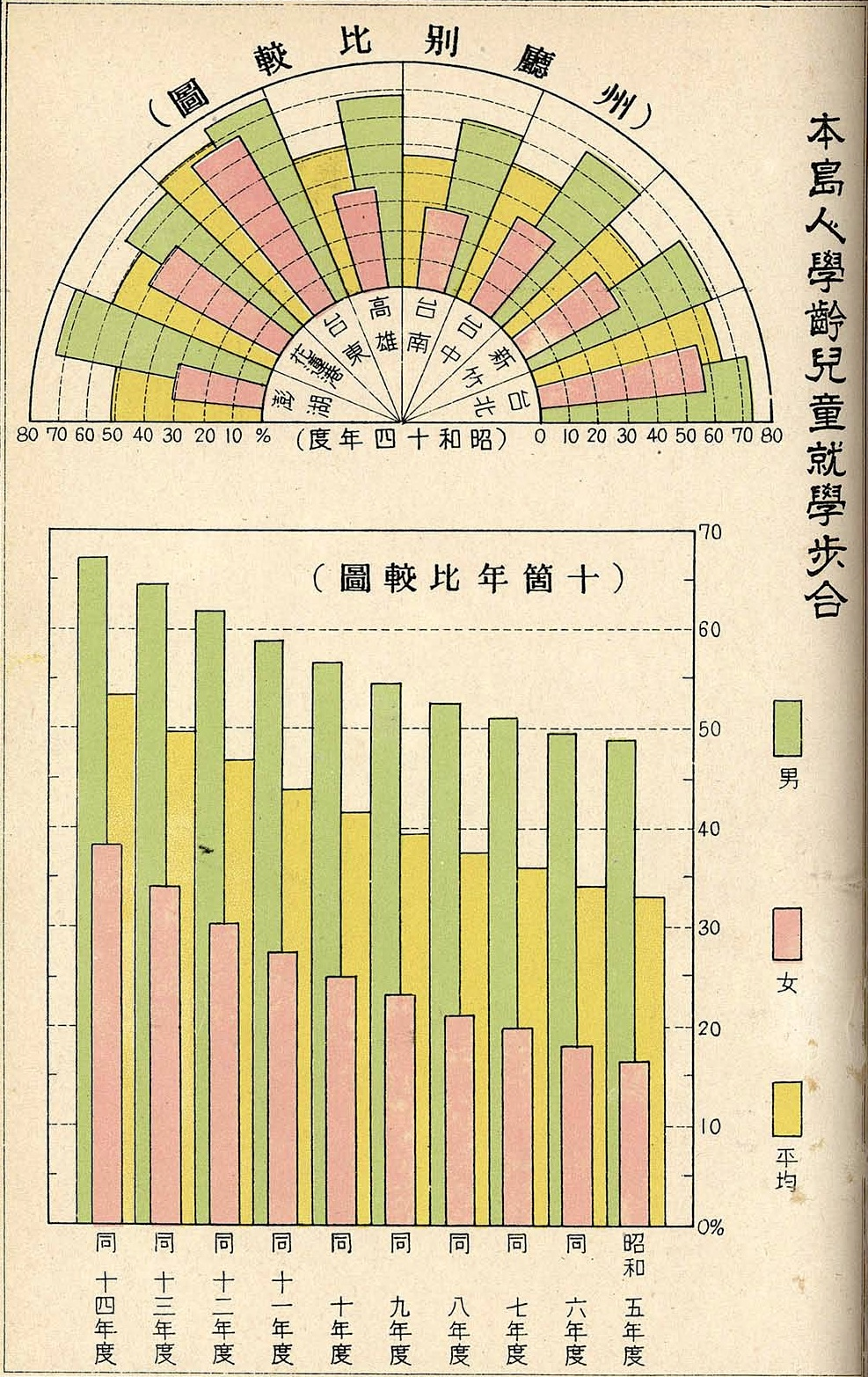
1930-1939年臺灣本島人學齡兒童就學比較圖